# Top Model (Ba Lan mùa 10)
Mùa thứ mười của Top Model được dựa trên chương trình America's Next Top Model của Tyra Banks, các thí sinh Ba Lan cạnh tranh với nhau trong một loạt các thử thách để xác định ai sẽ giành được danh hiệu Top Model Ba Lan tiếp theo.
Joanna Krupa cũng là giám khảo chính, và trở lại làm người dẫn chương trình mùa thứ mười. Các giám khảo khác bao gồm nhà thiết kế thời trang Dawid Woliński, đạo diễn chương trình thời trang Kasia Sokołowska và nhiếp ảnh gia Marcin Tyszka. Đây là mùa thứ bảy của chương trình có sự góp mặt của các thí sinh nam. Giống như mùa trước, các thí sinh phải đăng kí dự thi thông qua Internet.
Giải thưởng của mùa này gồm một hợp đồng với Models Plus Management, lên ảnh bìa tạp chí Glamour Ba Lan, và giải thưởng tiền mặt trị giá 100.000zł.
Điểm đến quốc tế cho mùa này là Praha và Malé.
Người chiến thắng trong cuộc thi là Dominika Wysocka, 20 tuổi, đến từ Koszalin.

## Các thí sinh
(Tuổi tính từ ngày dự thi)
| Thí sinh | Thí sinh              | Tuổi | Chiều cao               | Quê quán         | Bị loại ở | Hạng               |
| -------- | --------------------- | ---- | ----------------------- | ---------------- | --------- | ------------------ |
|          | Kacper Orenkiewicz    | 20   | 1,86 m (6 ft 1 in)      | Oslo, Na Uy      | Tập 4     | 15                 |
|          | Bartek Kloch          | 23   | 1,82 m (5 ft 11+1⁄2 in) | Wiązowna         | Tập 5     | 14                 |
|          | Wiktoria Pawliszewska | 25   | 1,75 m (5 ft 9 in)      | Warszawa         | Tập 6     | 13                 |
|          | Olga Król             | 19   | 1,78 m (5 ft 10 in)     | Turobin          | Tập 7     | 12                 |
|          | Łukasz Wasielewski    | 21   | 1,84 m (6 ft 1⁄2 in)    | Kuźnica          | Tập 8     | 11                 |
|          | Sophia Mokhar         | 24   | 1,76 m (5 ft 9+1⁄2 in)  | Warszawa         | Tập 9     | 10 (dừng cuộc thi) |
|          | Adam Lochyński        | 20   | 1,86 m (6 ft 1 in)      | Wągrowiec        | Tập 9     | 9                  |
|          | Arek Pydych           | 26   | 1,89 m (6 ft 2+1⁄2 in)  | Kraków           | Tập 10    | 8–7                |
|          | Aleksandra Skubis     | 23   | 1,75 m (5 ft 9 in)      | Libiąż           | Tập 10    | 8–7                |
|          | Weronika Zoń          | 21   | 1,75 m (5 ft 9 in)      | Southampton, Anh | Tập 11    | 6                  |
|          | Kacper Jasiński       | 20   | 1,87 m (6 ft 1+1⁄2 in)  | Łódź             | Tập 12    | 5–4                |
|          | Mikołaj Krawiecki     | 22   | 1,92 m (6 ft 3+1⁄2 in)  | Warszawa         | Tập 12    | 5–4                |
|          | Julia Sobczyńska      | 22   | 1,79 m (5 ft 10+1⁄2 in) | Łask             | Tập 13    | 3                  |
|          | Nicole Akonchong      | 19   | 1,77 m (5 ft 9+1⁄2 in)  | Macerata, Ý      | Tập 13    | 2                  |
|          | Dominika Wysocka      | 20   | 1,78 m (5 ft 10 in)     | Koszalin         | Tập 13    | 1                  |

1. ↑  Trong thứ tự gọi tên là Ola.

## Thứ tự gọi tên
| 1  | Julia     | Weronika  | Adam Nicole | Dominika  | Mikołaj   | Julia      | Mikołaj   | Julia     | Nicole    | Nicole            | Nicole   | Dominika |  |  |  |  |  |  |  |  |
| 2  | Ola       | Kacper J. | Adam Nicole | Arek      | Łukasz    | Weronika   | Julia     | Weronika  | Dominika  | Julia             | Dominika | Nicole   |  |  |  |  |  |  |  |  |
| 3  | Kacper J. | Dominika  | Weronika    | Nicole    | Dominika  | Arek       | Nicole    | Nicole    | Mikołaj   | Dominika          | Julia    |          |  |  |  |  |  |  |  |  |
| 4  | Olga      | Wiktoria  | Łukasz      | Łukasz    | Kacper J. | Mikołaj    | Dominika  | Mikołaj   | Julia     | Kacper J. Mikołaj |          |          |  |  |  |  |  |  |  |  |
| 5  | Bartek    | Mikołaj   | Mikołaj     | Adam      | Adam      | Nicole     | Arek      | Kacper J. | Kacper J. | Kacper J. Mikołaj |          |          |  |  |  |  |  |  |  |  |
| 6  | Nicole    | Julia     | Arek        | Weronika  | Ola       | Kacper J.  | Ola       | Dominika  | Weronika  |                   |          |          |  |  |  |  |  |  |  |  |
| 7  | Mikołaj   | Adam      | Ola         | Kacper J. | Arek      | Dominika   | Kacper J. | Arek Ola  |           |                   |          |          |  |  |  |  |  |  |  |  |
| 8  | Adam      | Olga      | Julia       | Julia     | Nicole    | Adam       | Weronika  | Arek Ola  |           |                   |          |          |  |  |  |  |  |  |  |  |
| 9  | Kacper O. | Bartek    | Sophia      | Sophia    | Julia     | Sophia     | Adam      |           |           |                   |          |          |  |  |  |  |  |  |  |  |
| 10 | Wiktoria  | Sophia    | Olga        | Ola       | Weronika  | Łukasz Ola | Sophia    |           |           |                   |          |          |  |  |  |  |  |  |  |  |
| 11 | Sophia    | Łukasz    | Kacper J.   | Mikołaj   | Sophia    | Łukasz Ola |           |           |           |                   |          |          |  |  |  |  |  |  |  |  |
| 12 | Dominika  | Nicole    | Wiktoria    | Olga      | Olga      |            |           |           |           |                   |          |          |  |  |  |  |  |  |  |  |
| 13 | Łukasz    | Ola       | Dominika    | Wiktoria  |           |            |           |           |           |                   |          |          |  |  |  |  |  |  |  |  |
| 14 | Arek      | Arek      | Bartek      |           |           |            |           |           |           |                   |          |          |  |  |  |  |  |  |  |  |
| 15 |           | Kacper O. |             |           |           |            |           |           |           |                   |          |          |  |  |  |  |  |  |  |  |

     Thí sinh bỏ cuộc thi
     Thí sinh được miễn loại
     Thí sinh ban đầu bị loại nhưng được cứu
     Thí sinh bị loại
     Thí sinh chiến thắng cuộc thi
1. ↑  Trong tập 2 và 3 là tập casting. Trong tập 3, nhóm thí sinh bán kết giảm xuống còn 14 thí sinh cuối cùng bước tiếp vào phần thi chính.
2. ↑  Weronika giành được tấm vé vàng từ ban giám khảo trong tập 2 nên cô được tiến thẳng vào ngôi nhà chung.
3. ↑  Trong tập 5, Adam và Nicole được gọi tên đầu tiên.
4. ↑  Trong tập 9, Sophia quyết định bỏ cuộc thi, vì vậy Ola được phép quay trở lại.
5. ↑  Trong tập 11, Kacper J. nhưng được cố vấn Michał Piróg cứu cậu trở lại cuộc thi.

### Buổi chụp hình
- Tập 3: Tạo dáng theo nhóm trong nhiều chủ đề khác nhau (casting)
- Tập 4: Tạo dáng bên trong vòng xoay
- Tập 5: Video thời trang: Hẹn hò bí mật trong thư viện
- Tập 6: Khỏa thân với vải
- Tập 7: Video thời trang: Điên cuồng trong quán ăn
- Tập 8: Người Slav
- Tập 9: Vận động viên thời trang với các thí sinh mùa trước
- Tập 10: Thời trang cổ điển cho tạp chí Vogue
- Tập 11: Điệp viên trên trực thăng
- Tập 12: Trang trọng ở rạp hát The Estates; Trên đường phố ở Prague
- Tập 13: Ảnh bìa tạp chí Glamour ở Malé; Tạo dáng trên xe cổ điển cho trang sức APART